# Französische Rugby-Union-Meisterschaft 1892/93
Die Saison 1892/93 war die zweite Austragung der französischen Rugby-Union-Meisterschaft (französisch Championnat de France de rugby à XV), der heutigen Top 14.
Es beteiligten sich fünf Mannschaften an der Meisterschaft, alle aus Paris und Umgebung, die ein Turnier im K.-o.-Format austrugen. Im Endspiel, das am 19. Mai 1893 in Bécon-les-Bruyères bei Courbevoie stattfand, trafen die Halbfinalsieger aufeinander und spielten um den Bouclier de Brennus. Dabei setzte sich Stade Français gegen den Racing Club de France durch und errang den ersten Meistertitel.

## K.-o.-Runde
|  | Viertelfinale         | Viertelfinale         |                |    | Halbfinale | Halbfinale |  |  | Finale | Finale |
|  |                       |                       |                |    |            |            |  |  |        |        |
|  |                       |                       |                |    |            |            |  |  |        |        |
|  |                       |                       |                |    |            |            |  |  |        |        |
|  | Stade Français        | 2                     |                |    |            |            |  |  |        |        |
|  | Stade Français        | 2                     |                |    |            |            |  |  |        |        |
|  |                       | Académie Julian       | 0              |    |            |            |  |  |        |        |
|  | Académie Julian       | Académie Julian       | 0              | 10 |            |            |  |  |        |        |
|  | Académie Julian       |                       |                | 10 |            |            |  |  |        |        |
|  | Inter-Nos             | 8                     |                |    |            |            |  |  |        |        |
|  |                       |                       | Stade Français | 7  |            |            |  |  |        |        |
|  |                       | Racing Club de France | 3              |    |            |            |  |  |        |        |
|  |                       |                       |                |    |            |            |  |  |        |        |
|  |                       |                       |                |    |            |            |  |  |        |        |
|  | Racing Club de France | 21                    |                |    |            |            |  |  |        |        |
|  | Racing Club de France | 21                    |                |    |            |            |  |  |        |        |
|  |                       | CP Asnières           | 0              |    |            |            |  |  |        |        |
|  |                       | CP Asnières           | 0              |    |            |            |  |  |        |        |
|  |                       |                       |                |    |            |            |  |  |        |        |
|  |                       |                       |                |    |            |            |  |  |        |        |

## Finale
| 19. Mai 1893 | Stade Français                                                                                        | 7 : 3   | Racing Club de France                 | Bécon-les-Bruyères, Courbevoie Zuschauer: 1200 Schiedsrichter: Thomas Ryan |
| 19. Mai 1893 | Versuche: A. de Joannis (2) Dorlet Erhöhungen: Garcet de Vauresmont Straftritte: Garcet de Vauresmont | Bericht | Versuche: Wiet Erhöhungen: de Candamo | Bécon-les-Bruyères, Courbevoie Zuschauer: 1200 Schiedsrichter: Thomas Ryan |

Aufstellungen
Stade Français: Henri Amand, Raymond Bellencourt, Édouard Bourcier Saint-Chaffray, Louis Dedet, Albert de Joannis, Léon de Joannis, Paulo do Rio Branco, Henri Dorlet, Dumontier, René Ellenberger, Frédéric Frank-Puaux, Pierre Garcet de Vauresmont, Auguste Giroux, Munier, Poupart
Racing Club de France: G. Creteaux, Carlos de Candamo, Gaspar de Candamo, Gonzalo de Candamo, C. d’Este, Adolphe de Pallisseaux, Georges Duchamps, Gustave Duchamps, Louis Faure-Dujarric, Fernand Landalt, J. Mathoux, Maurice Ravidat, Frantz Reichel, Alexandre Sienkiewicz, Ferdinand Wiet